# Iža
Iža és un poble i municipi d'Eslovàquia que es troba a la regió de Nitra, al sud-oest del país. La primera menció escrita de la vila es remunta al 1268. És famosa la seva església de Sant Miquel Arcàngel del 1721.

## Demografia
| Godina             | 1994 | 2004   | 2014   | 2024   |
| ------------------ | ---- | ------ | ------ | ------ |
| Nombre de persones | 1626 | 1632   | 1636   | 1797   |
| Diferència         |      | +0,36% | +0,24% | +9,84% |

| Godina             | 2023 | 2024   |
| ------------------ | ---- | ------ |
| Nombre de persones | 1786 | 1797   |
| Diferència         |      | +0,61% |